# Financière Agache
Financière Agache is een Franse holding onder controle van moederbedrijf Agache SCA. Het grootste deel van haar activiteiten ligt in de luxesector, dankzij haar 97,5% belang in de holding Christian Dior SE, het moederbedrijf van LVMH en voorheen Christian Dior Couture.

## Geschiedenis
Financière Agache is een aftakking van het industriële imperium dat werd gevormd door de bedrijven die in de jaren zestig werden verworven door de gebroeders Willot. In 1967 fuseerden zij met het vlasverwerkingsbedrijf Agache, dat verschillende fabrieken bezat aan de rand van de metropool Lille, om de Société Financière et Foncière Agache-Willot te vormen. Dit bedrijf nam verschillende bedrijven over, waaronder Boussac. Oorspronkelijk bezat Bernard Arnault een deel van deze holding via Férinel. De verwevenheid van de door de gebroeders Willot overgenomen bedrijven, de vele opheffingen, overnames en acquisities van deelnemingen vormden het beginpunt van de Holding Agache-Willot.
Van 1978 tot 1989 voedde de ondergang van de Boussac-groep en de overname van de Société Financière et Foncière Agache-Willot een reeks onverwachte wendingen. In 1984 kocht Bernard Arnault een deel van deze holding, die omgedoopt werd tot Financière Agache. De definitieve overeenkomst werd in 1989 bereikt, met steun van de minister van Financiën, Laurent Fabius. De Financière Agache-holding diversifieerde zich naar verschillende sectoren, maar richtte zich voornamelijk op luxe, met Louis Vuitton Moët Hennessy, en voegde zich bij Christian Dior Couture.